# Thủy điện Mường Hung
Thủy điện Mường Hung là thủy điện xây dựng trên dòng chính sông Mã tại vùng đất xã Mường Hung và Chiềng Cang huyện Sông Mã tỉnh Sơn La, Việt Nam 
Thủy điện Mường Hung có công suất lắp máy 24 MW với 2 tổ máy, sản lượng điện dự kiến trên 93 triệu kWh/năm, khởi công tháng 1/2017 hoàn thành tháng 2/2019.
Thủy điện Mường Hung là loại có cột nước thấp, ít tác động môi trường và biến đổi cảnh quan.